# Nerophis
Nerophis es un género de peces signatiformes de la familia Syngnathidae.

## Especies
Se reconocen las siguientes especies:

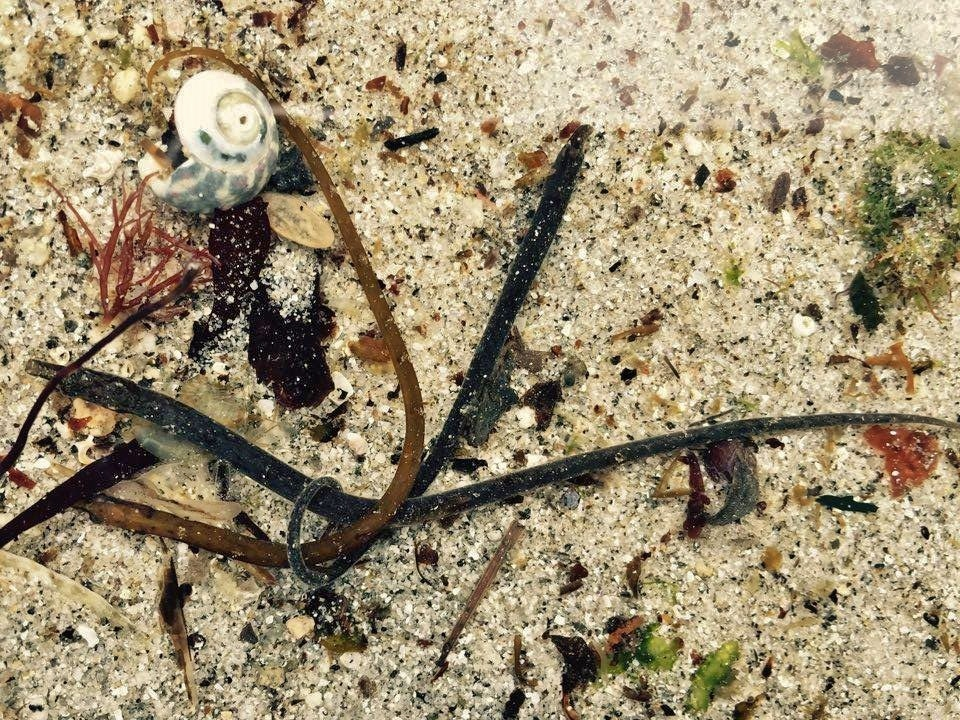
Nerophis lumbriciformis
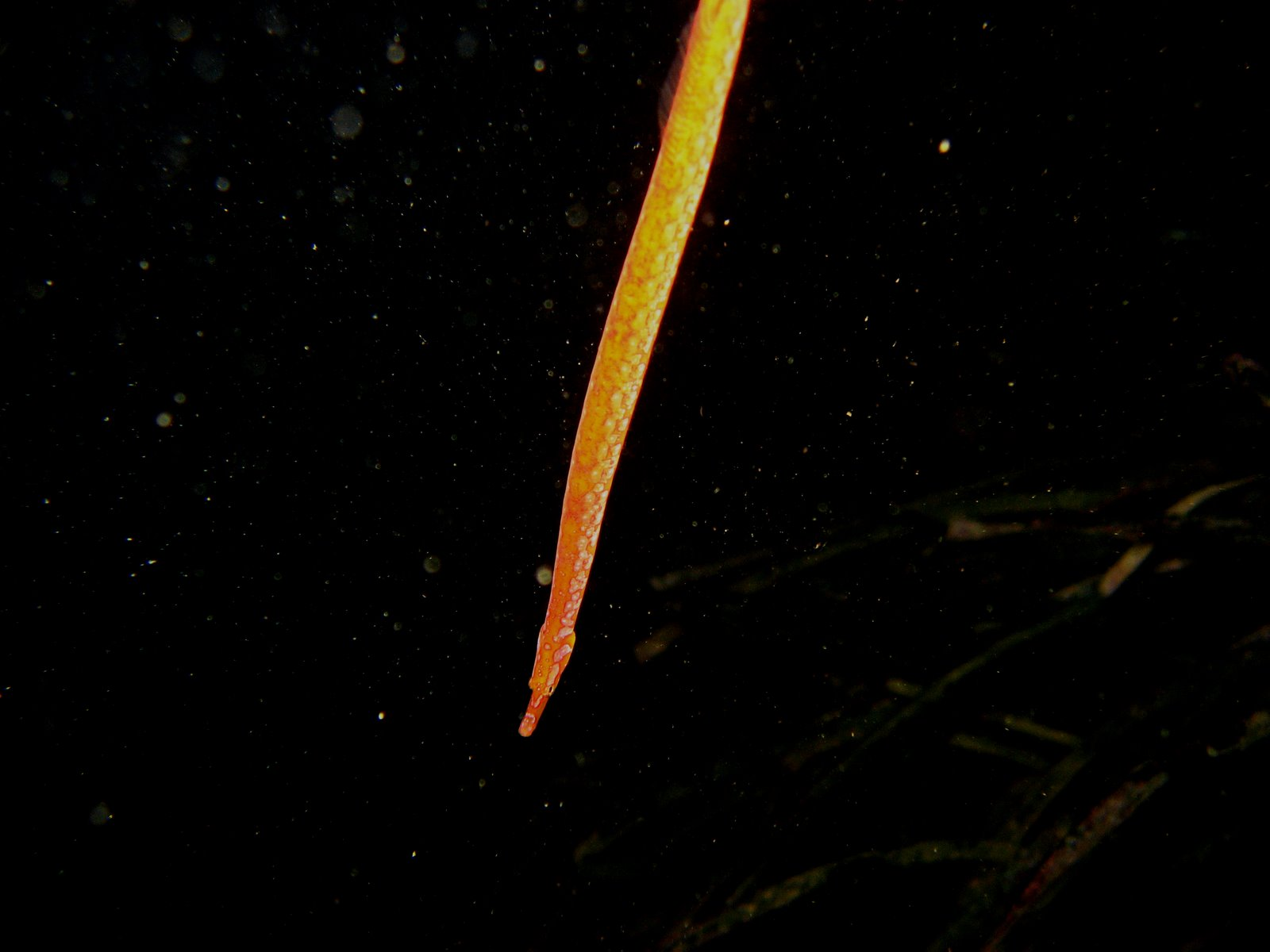
Nerophis maculatus
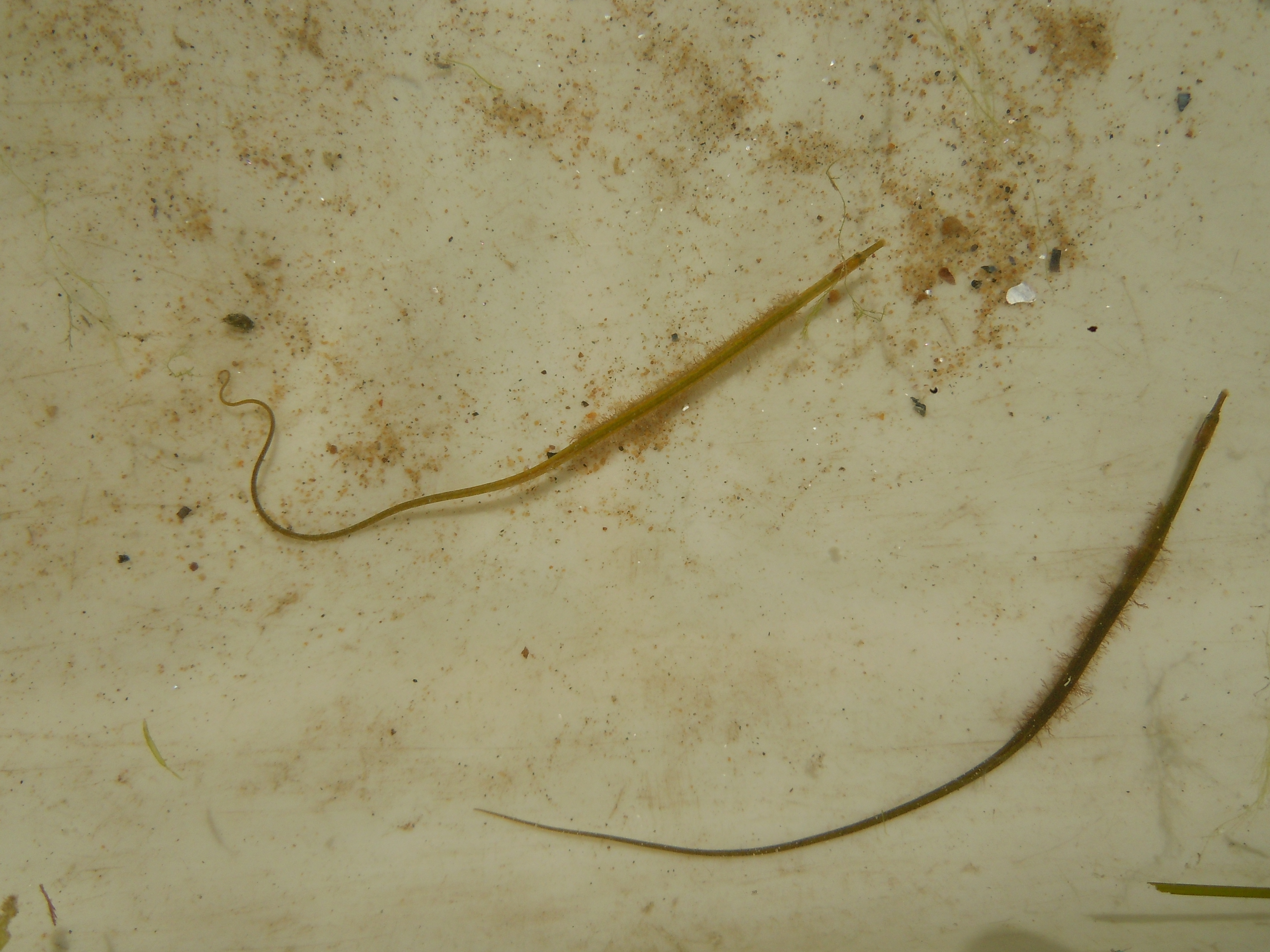
Nerophis ophidion

- Nerophis lumbriciformis
- Nerophis maculatus
- Nerophis ophidion